# Võnnu församling
Võnnu församling (estniska: Võnnu kogudus) är en församling som tillhör Tartu kontrakt inom den Estniska evangelisk-lutherska kyrkan. Församlingen omfattar större delen av Kastre kommun i landskapet Tartumaa samt norra delen av Põlva kommun och en mindre del av Räpina kommun i landskapet Põlvamaa.

## Större orter
- Ahja (småköping)
- Roiu (småköping)
- Vastse-Kuuste (småköping)
- Võnnu (småköping)